# 9592 Clairaut
A 9592 Clairaut (ideiglenes jelöléssel 1991 GK4) a Naprendszer kisbolygóövében található aszteroida. Eric Walter Elst fedezte fel 1991. április 8-án.